# Guruh Sukarnoputra
Guruh Sukarnoputra, właśc. Muhammad Guruh Irianto Sukarnoputra (ur. 13 stycznia 1953 w Dżakarcie) – indonezyjski muzyk i polityk.
Jest synem pierwszego prezydenta Indonezji Sukarno.
Stworzony przez niego utwór „Renjana” został sklasyfikowany na 95. pozycji w zestawieniu 150 indonezyjskich utworów wszech czasów, ogłoszonym na łamach lokalnego wydania magazynu „Rolling Stone”.
23 marca 2011 r. otrzymał nagrodę Nugraha Bhakti Musik Indonesia (NBMI) od stowarzyszenia PAPPRI (Persatuan Artis Penyanyi, Pencipta Lagu, dan Penata Musik Rekaman Indonesia).